# Belmonte Calabro
Belmonte Calabro, auch bekannt als Belmonte, ist eine Stadt in der Provinz Cosenza in der Region Kalabrien in Süditalien mit 1698 Einwohnern (Stand 31. Dezember 2023).

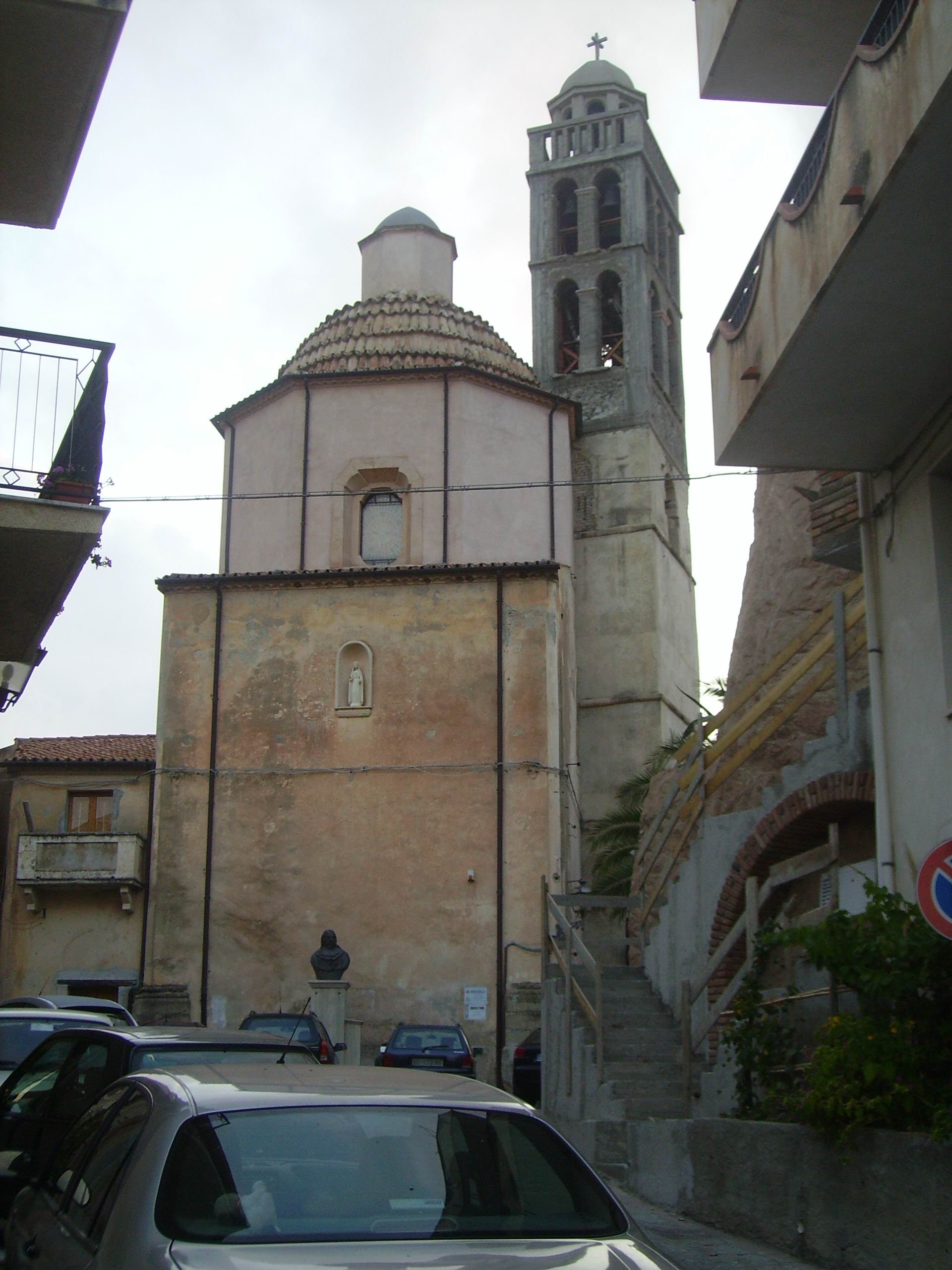
Kirche in Belmonte

Der Ort liegt 73 km südwestlich von Cosenza am Tyrrhenischen Meer. Die Ortsteile sind Annunziata, Vadi, Marina, Santa Barbara, Salice und Spineto. Die Nachbarorte sind Amantea, Lago, Longobardi, Mendicino und San Pietro in Amantea.
In Belmonte Calabro befinden sich Reste einer mittelalterlichen Befestigungsanlage. Sehenswert ist die Pfarrkirche aus dem Mittelalter.